# 椿庭
椿庭是對父親的一種稱謂，也可以單以椿字使用，是一種表達十分敬重父親時的稱呼。
椿是古代傳說中非常長壽的樹，古人以它作為父親的稱謂，是希望自己的父親能像椿樹一樣高壽。

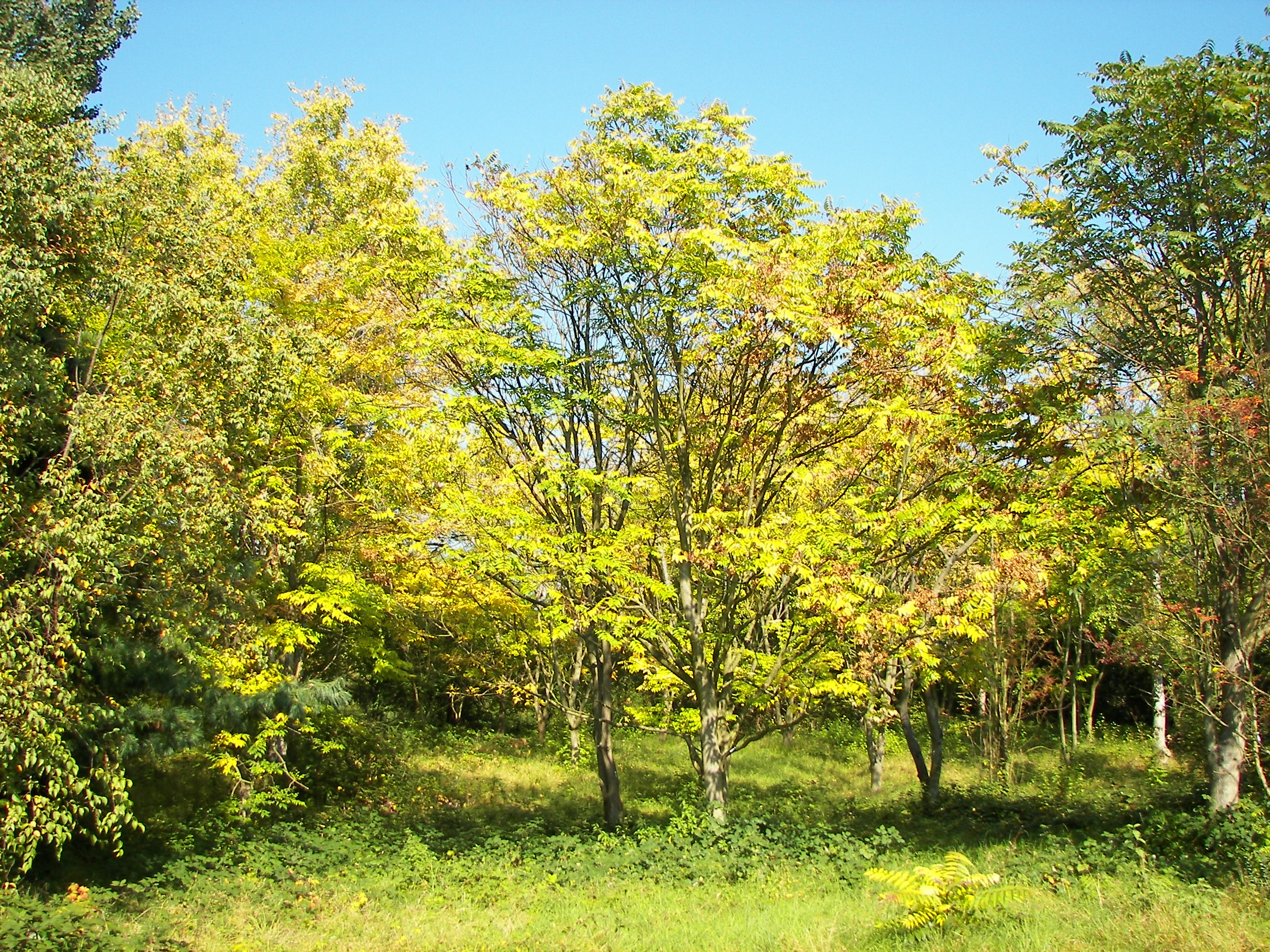
樁樹